# Список правителів Каринтії
Каринтійське герцогство було одним з територіальних князівств Священної Римської імперії в 976—1806 р. Його попередниками були слов'янське князівство Карантанія (VII—IX ст.) і Карантанська марка в складі Каролінзької імперії (IX—X ст .). Каринтійське герцогство зберігало незалежність до 1269 р., після чого перейшло під управління спочатку королів Богемії, а потім графів Тіролю. В 1335 р. Каринтія була приєднана до австрійських володінь Габсбургів і пізніше становила одну з коронних земель Австрійської монархії.

## Каринтія в складі імперії Каролінгів і Баварії
| Правитель             | Династія      | Роки правління | Титули                                                                                                 |
| --------------------- | ------------- | -------------- | --- |
| Карломан              | Каролінги     | 865 — 880      | Король Баварії (з 876 р.) і Італії (з 877 р.)                                                          |
| Арнульф Каринтійський | Каролінги     | 880 — 899      | Король Німеччини (з 877 р.), король Італії (з 896 р.), імператор Священної Римської імперії (з 896 р.) |
| Луїтпольд Баварський  | Луїтпольдинги | 899 — 907      | Маркграф Баварії (з 889 р.)                                                                            |
| Арнульф Баварський    | Луїтпольдинги | 907 — 937      | Герцог Баварії                                                                                         |
| Еберхард Баварський   | Луїтпольдинги | 937 — 938      | Герцог Баварії                                                                                         |
| Бертольд Баварський   | Луїтпольдинги | 938 — 947      | Герцог Баварії                                                                                         |
| Генріх I              | Саксонська    | 947 — 955      | Герцог Баварії                                                                                         |
| Генріх II Норовливий  | Саксонська    | 955 — 976      | Герцог Баварії                                                                                         |

## Герцогство Каринтія (976—1335)
| Правитель            | Династія      | Роки правління    | Інші титули                                                                              |
| -------------------- | ------------- | ----------------- | ---------------------------------------------------------------------------------------- |
| Генріх I Молодший    | Луїтпольдинги | 976-978 983—989   | Герцог Баварії (983—985)                                                                 |
| Оттон I Вормський    | Салічна       | 978-983 1002—1004 | -                                                                                        |
| Генріх II Норовливий | Саксонська    | 989-995           | Герцог Баварії (955—976, з 985)                                                          |
| Конрад I             | Салічна       | 1004-1011         | -                                                                                        |
| Адальберо            | Еппенштейн    | 1011-1035         | -                                                                                        |
| Конрад II Молодий    | Салічна       | 1035-1039         | -                                                                                        |
| Імператор Генріх III | Салічна       | 1039-1047         | Імператор Священної Римської імперії (1046—1056), король Німеччини (з 1028)              |
| Вельф                | Вельф         | 1047-1055         | -                                                                                        |
| Конрад III           | Еццоннени     | 1056-1061         | Маркграф Верони                                                                          |
| Бертольд II          | Царингени     | 1061-1073?        | Маркграф Верони                                                                          |
| Маркварт             | Еппенштейн    | 1073?-1076        | -                                                                                        |
| Луїтпольд            | Еппенштейн    | 1076-1090         | -                                                                                        |
| Генріх III           | Еппенштейн    | 1090-1122         | Маркграф Істрії (1077—1090)                                                              |
| Династія Спангейми   |               |                   |                                                                                          |
| Генріх IV            | Спангейми     | 1122- 1123        | -                                                                                        |
| Енгельберт           | Спангейми     | 1123-1134         | Маркграф Істрії (з 1103)                                                                 |
| Ульріх I             | Спангейми     | 1134-1144         | -                                                                                        |
| Генріх V             | Спангейми     | 1141-1161         | -                                                                                        |
| Герман               | Спангейми     | 1161-1181         | -                                                                                        |
| Ульріх II            | Спангейми     | 1181-1201         | -                                                                                        |
| Бернард              | Спангейми     | 1201-1256         | -                                                                                        |
| Ульріх III           | Спангейми     | 1256-1269         | Герцог Крайни (з 1246)                                                                   |
|                      |               |                   |                                                                                          |
| Пржемисл Отакар II   | Пржемисловичі | 1269-1276         | Король Чехії (1253—1278), герцог Австрії і Штирії (1251—1278), герцог Крайни (1269—1276) |
| Рудольф I            | Габсбурги     | 1276- 1286        | Король Німеччини (з 1273), герцог Австрії та Штирії (з 1278)                             |
| Горицька династія    |               |                   |                                                                                          |
| Мейнхард II          | Горицька      | 1286-1295         | Граф Гориці (1257—1271) і Тіролю (з 1257), герцог Крайни                                 |
| Оттон III            | Горицька      | 1295- 1310        | Герцог Крайни                                                                            |
| Генріх VI            | Горицька      | 1310- 1335        | Граф Тіролю (з 1295), герцог Крайни (з 1310), король Чехії (1306, 1307—1310)             |

## Каринтія під владою Габсбургів (з 1335р.)
| Правитель     | Роки правління | Інші титули |
| ------------- | -------------- | --- |
| Оттон IV      | 1335-1339      | Герцог Австрії та Штирії |
| Альбрехт II   | 1335-1358      | Герцог Австрії та Штирії |
| Рудольф II    | 1358-1365      | Герцог Австрії та Штирії (з 1358), граф Тіролю (з 1363) |
| Фрідріх III   | 1358-1362      | Герцог Австрії та Штирії |
| Альбрехт III  | 1365-1379      | Герцог Австрії (1365—1395), герцог Штирії і граф Тіролю (1365—1379) |
| Леопольд III  | 1365-1386      | Герцог Австрії (1365—1379), герцог Штирії, Крайни, Передньої Австрії та граф Тіролю (з 1365) |
| Вільгельм     | 1386-1406      | Герцог Штирії, Крайни, Передньої Австрії та граф Тіролю |
| Леопольд IV   | 1406-1411      | Герцог Штирії (1386—1396), герцог Передньої Австрії (з 1386) і граф Тіролю (1386—1406) |
| Ернст         | 1411-1424      | Герцог Штирії (з 1406), герцог Крайни |
| Фрідріх V     | 1424-1493      | Імператор Священної Римської імперії (з 1452), король Німеччини (з 1440) герцог Штирії і Крайни (з 1424), герцог Австрії (з 1457)                                                                                                 |
| Максиміліан I | 1493-1519      | Імператор Священної Римської імперії, король Німеччини, ерцгерцог Австрії, герцог Штирії і Крайни (з 1493 р.), герцог Передньої Австрії та граф Тіролю (з 1490), граф Бургундії та Артуа (1477—1482), герцог Гелдерна (1482—1492) |
| Карл I        | 1519-1521      | Імператор Священної Римської імперії, король Німеччини (1519—1556), ерцгерцог Австрії, герцог Штирії і Крайни, граф Тіролю (1519—1521), король Іспанії (1516—1556), Неаполя та Сицилії (1516—1554), герцог Бургундії (1506—1555)  |
| Фердинанд I   | 1521-1564      | Імператор Священної Римської імперії, король Німеччини (1556—1564), король Чехії і Угорщини (з 1525), ерцгерцог Австрії, герцог Штирії і Крайни, граф Тіролю                                                                      |
| Карл II       | 1564-1590      | Герцог Штирії і Крайни |
| Фердинанд II  | 1590-1637      | Імператор Священної Римської імперії, король Німеччини та Угорщини, ерцгерцог Австрії (з 1619), король Чехії (з 1620), герцог Штирії і Крайни                                                                                     |

В 1619 р. Каринтія була об'єднана з іншими територіями Габсбургів.
Про подальших правителів Каринтії див. Список правителів Австрії.